# Telegram 2
Albums de Werenoi
Carré
(2023) Pyramide
(2024)
Télégram 2 est le second EP de Werenoi sorti le 22 septembre 2023 pour accompagner son album Telegram contenant également All Eyes On Me et d'autres titres certifié avec Ninho ou Maes. 

## Genèse
Quelque mois après le succès de son premier album Carré, l'artiste a annoncé le 21 septembre 2023 la sortie de l'EP pour le lendemain . 
Le même jour, il sort le morceau Magot en collaboration avec SCH .

## Liste des pistes
| No | Titre            | Durée |
| -- | ---------------- | ----- |
| 1. | Rolls-Royce      | 1:00  |
| 2. | Magot (avec SCH) | 3:17  |
| 3. | Bang             | 2:44  |
| 4. | CR               | 3:09  |
| 5. | Mauvaise         | 3:01  |
| 6. | Les codes        | 2:52  |
| 7. | Tu connais       | 2:49  |
| 8. | 3x filtré        | 3:01  |

## Titres certifiés en France
- Tu connais  Diamant [3]
- Mauvaise  Diamant [4]
- Magot (avec SCH)  Or [5]
- 3x filtré  Or

## Certifications et classements

### Classements
| Classement (2023)            | Meilleure position |
| ---------------------------- | ------------------ |
| Belgique (Wallonie Ultratop) | 4                  |
| Belgique (Flandre Ultratop)  | 137                |
| France (SNEP)                | 1                  |
| Suisse (Schweizer Hitparade) | 7                  |

### Certifications et ventes
| Région        | Certification | Ventes/Streams |
| ------------- | ------------- | -------------- |
| France (SNEP) | Platine       | 100 000        |